# Zeekr X
Zeekr X — це субкомпактний електричний кросовер, розроблений і вироблений компанією Zeekr, преміальним брендом електромобілів компанії Geely.  
Це третій серійний автомобіль, випущений брендом і був запущений у квітні 2023 року. Модель базується на платформі Sustainable Experience Architecture (SEA), розробленій Geely, яка використовується спільно з Smart #1. Електричні двигуни та батареї виробляє VREMT (Viridi E-Mobility Technology), компанія, що повністю належить Geely, яка також виробляє двигуни та батареї для Smart #1.

## Огляд

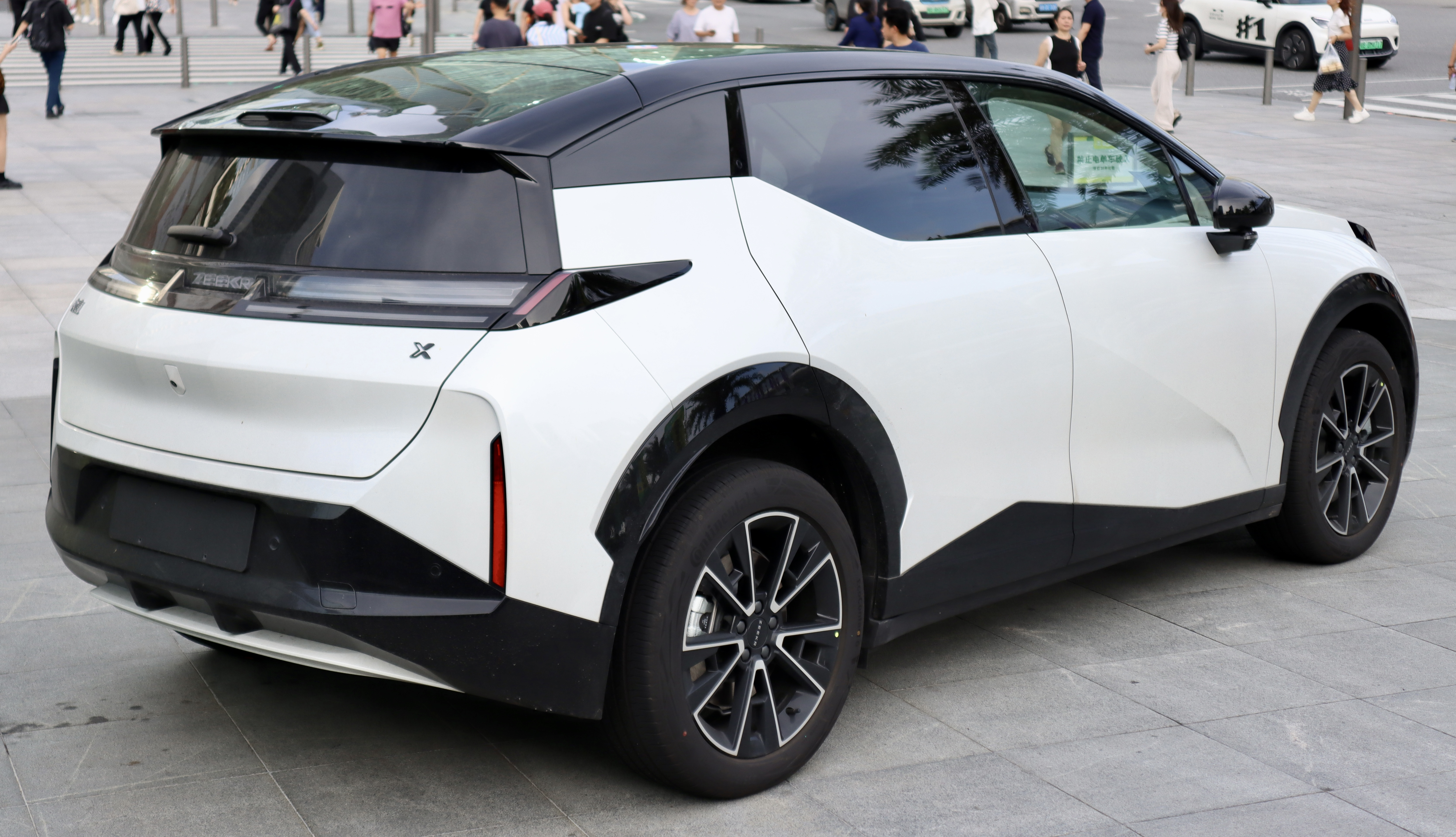

Серійний Zeekr X був представлений 12 квітня 2023 року.  

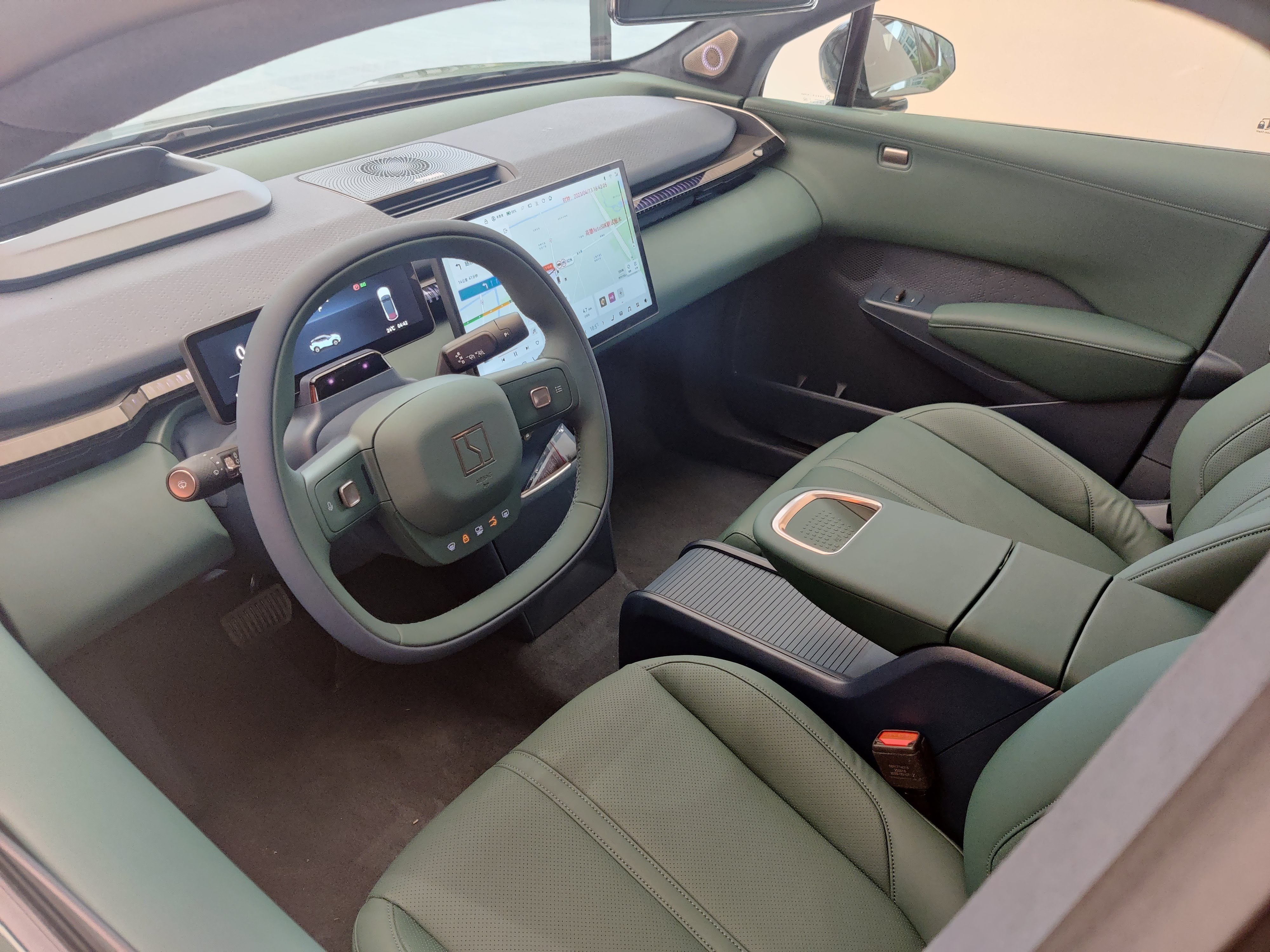

Zeekr X доступний у трьох комплектаціях із заднім приводом з одним двигуном або з подвійним повним приводом і потрійною батареєю на 66 кВт-год від CATL Geely Sichuan на 500–560 км запасу ходу.  
Подвійний силовий агрегат видає до 422 к.с. (315 кВт) і 543 Нм крутного моменту, здатний розганятися від 0 до 100 км/год за 3,7 секунди. Він доступний як 5-місний автомобіль або більш преміальна 4-місна установка. Початкова 5-місна версія ME із заднім приводом виробляє 272 к.с. (200 кВт) і має запас ходу CLTC 560 км. Розгін від 0 до 100 км/год становить 5,8 секунди. Пропонуються дві комплектації «YOU» з установкою з двома двигунами у поєднанні з 5-місною конфігурацією або з одним двигуном у поєднанні з преміальною 4-місною конфігурацією. Одномоторну комплектацію YOU можна придбати з додатковим двомоторним оновленням. 
Інтер’єр Zeekr X має невелику приладову панель і AR-HUD перед кермом, а також 14,6-дюймовий екран, який використовується в інших моделях Zeekr, розміщений у центрі салону, який можна переміщати в бік пасажира. Інтер'єр також може бути оснащений міні-холодильником.  Об’єм багажника Zeekr X коливається від 362 літрів з усіма сидіннями в стандартному положенні до 1182 л зі складеними задніми сидіннями.
У моделі 2025 є версія з LFP батареєю ємністю 49 кВт/год, яка буде на 25% дешевшою в Китаї, ніж попередня початкова версія моделі.